# Forte Apache (Gulliver)
O Forte Apache é um brinquedo tradicional da fábrica de brinquedos Gulliver, no Brasil.

## Ligação externa
- Brinquedos de Faroeste